# フォーゲル (小惑星)
フォーゲル (11762 Vogel) は小惑星帯にある小惑星。パロマー天文台のトム・ゲーレルスとライデン天文台のファン・ハウテン夫妻が発見した。
ドイツの天文学者、ヘルマン・カール・フォーゲルに因んで名付けられた。